# Ziskakan
Ziskakan (Jusqu'à quand en créole réunionnais) est un groupe de musique de maloya de La Réunion créé en 1979 et dont le leader est Gilbert Pounia.

## Historique
Avant de devenir l'un des groupes phares de la scène réunionnaise, Ziskakan avait pour objectif « la valorisation et la propagation de la culture réunionnaise ». Aussi, le groupe s'engage très rapidement dans la dénonciation de ce qu'il perçoit comme des politiques néfastes imposées par Paris, à commencer par celles du BUMIDOM. Il lui dédie une chanson en 1980.
Véritable laboratoire d'études de la langue et de la culture créole, Ziskakan est aussi un groupe musical qui, depuis 1983 et la sortie d'un double album, Péi Bato Fou, est connu et reconnu par le public réunionnais mais également par un public de plus en plus large. La chanson éponyme qui donne son nom à l'album a été écrite par Axel Gauvin, écrivain réunionnais.  
En attestent les différents concerts et enregistrements en studio effectués à l'extérieur de l'île : New Delhi, Maurice, Seychelles, États-Unis, Londres, Bruxelles... À Paris, il s'est déjà produit à l'Olympia.
Depuis sa création, le groupe dirigé par Gilbert Pounia, a permis à un grand nombre de découvrir et d'apprécier une musique à l'image de la diversité culturelle de l'île de La Réunion : musiques indiennes, percussions africaines, textes créoles...
Avec les Danyèl Waro et autres Ti'Fock, musiciens de sa génération animés du même esprit, Ziskakan contribue à révéler au monde des années 1980 les valeurs de la culture créole réunionnaise. Édition du magazine Sobatkoz, formation du Groupe d'étude et de recherches créoles (Grec), installation de la radio libre Ziskakan, spectacles de théâtre, de poésie, de musique et de danse en collaboration avec les associations de quartiers, aucun moyen n'est négligé pour aider la population à retrouver confiance en elle par la reconnaissance de ses racines.
Avec six albums produits localement dans les années 1980, Ziskakan ouvre les portes aux groupes comme Zanzibar, Fenoamby, Persée Polis, Sabouk, Zetwal Katrer ou Maloya Zone 7. 
La reconnaissance arrive aussi de la métropole pour Ziskakan avec Philippe Constantin, célèbre découvreur de talents disparu en 1996, qui offre au groupe un contrat lui permettant d'aborder les scènes internationales. En 1994, dans la foulée de l'album Kaskasnikola, Africa Fête le programme sur sa tournée américaine aux côtés de Angélique Kidjo. Les batailles finissent par porter leurs fruits. Sur le nouvel album, Soley Glasé, l'amertume des combats semble avoir stimulé la passion intérieure de Gilbert Pounia, qui s'y révèle à son plus haut niveau d'expression, complexe, secret, envoûtant.
En 2009, le groupe fête ses 30 ans.
Paru en 2013, le livre Ziskakan, illustré par Hippolyte et Emmanuel Prost, avec l'écriture musicale de Daniel Riesser et une préface de Danyèl Waro, est le résultat d'un travail pour un spectacle sons et dessins retransmis sur grand écran, sur la scène du théâtre en plein air de Saint-Gilles en 2011. Pour la première fois les partitions musicales pour guitare, complétées des textes en créole et en français, sont éditées. La langue créole métissée est magnifiée par les images des deux artistes, peintres et photographes.
En 2023, l'animateur de télévision Sébastien Folin consacre son documentaire Ziskakan à l’histoire de ce mouvement culturel réunionnais qui a lutté durant ses 43 ans d’existence contre l’effacement de la culture créole. Le film a reçu le Prix Coup de cœur de l’Académie Charles Cros.

## Membres
Liste des membres du groupe Ziskakan, :
- Gilbert Pounia
- Daniel Riesser
- Jérémie Lapra
- Ludovic Perez
- Gerard Clara
- Harry Perrigone
- Patricia Payet
- Lucay Canon
- Jimi Mariapin
- Laurent Ladauge
- Patrice Treuthardt (un des membres fondateurs)[7]

## Récompenses
Récompenses reçus par le groupe, :
- 1994 : Meilleur groupe et artiste d’Afrique aux Kora Awards
- 1997 : Meilleur groupe et artiste d’Afrique aux Kora Awards[9]
- 2007 : Meilleur groupe aux Césaires de la Musique.